# Święta Lucyna

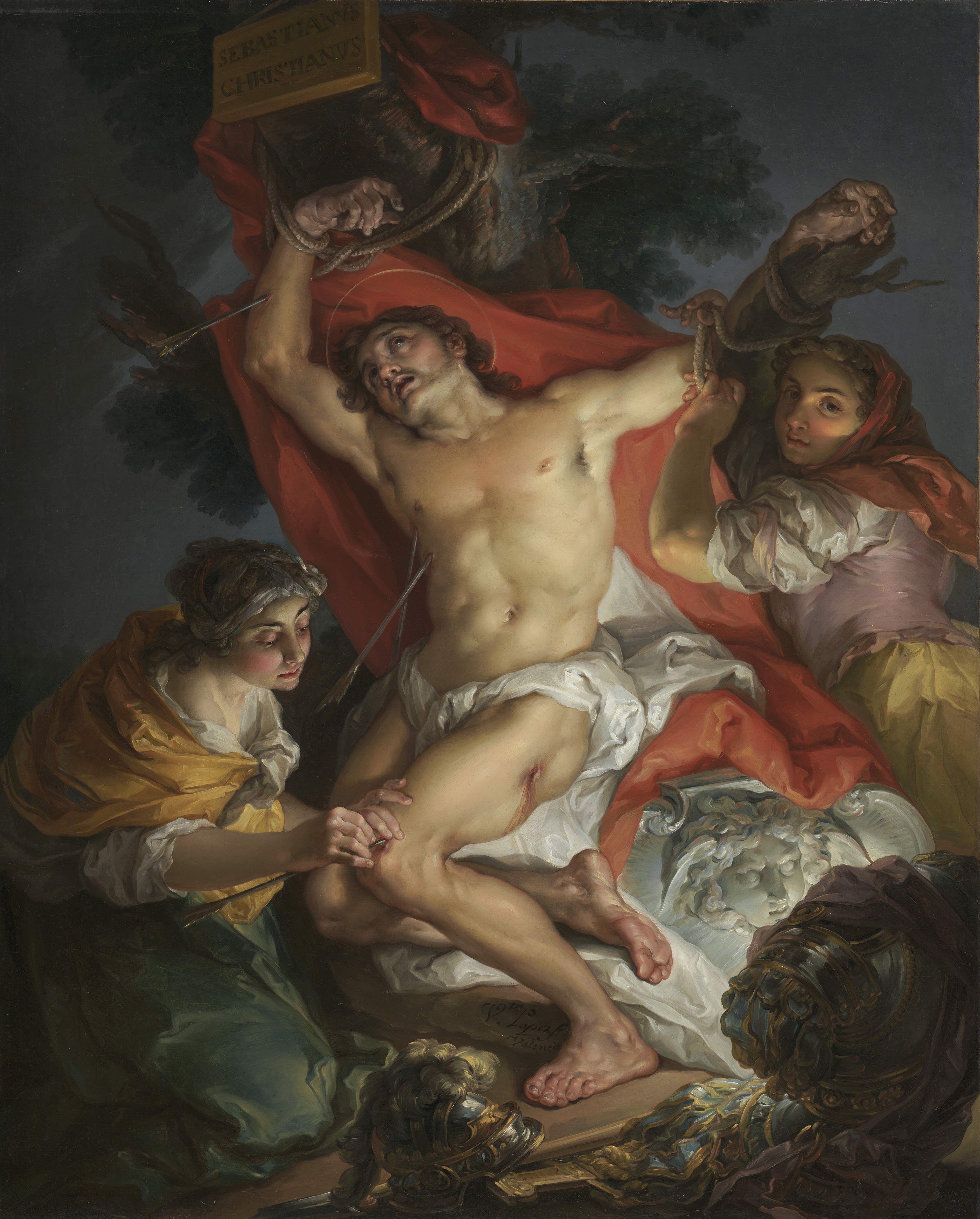
Święte Lucyna i Irena pielęgnują rany Świętego Sebastiana, Vicente López y Portaña, 1795 -1800 rok

Lucyna z Rzymu – święta Kościoła katolickiego pochodząca z pierwszych wieków chrześcijaństwa.

## Żywot
Ze względu na brak historycznych dowodów jej życiorys opiera się o różne, sprzeczne informacje hagiograficzne.
Według jednych źródeł pochodziła z I wieku i była uczennicą św. Piotra Apostoła i św. Pawła z Tarsu. Była znaną ze swojej pobożności rzymianką, która troszczyła się o więźniów chrześcijańskich i grzebała ich zwłoki na własnej posiadłości. Pochowała apostołów Piotra i Pawła.
Według innych podań pochodziła z III wieku. Pochowała św. Sebastiana, a w 309 roku swój dom ofiarowała na Kościół -  obecną Bazylikę św. Wawrzyńca. 
Została aresztowana podczas prześladowań chrześcijan i poniosła śmierć męczeńską za wiarę. Została pochowana przy grobie św. Sebastiana.
Istnieje prawdopodobieństwo, że postacią historyczną do której odnoszą się opowiadania hagiograficzne jest Lucyna Anicja, córka Sergiusza Terencjana i żona Faltoniusza Piniana.
Do martyrologiów trafiła za sprawą Adona z Vienne.
Jej wspomnienie liturgiczne obchodzone jest 30 czerwca.